# پابلو کویرا
پابلو کویرا (انگلیسی: Pablo Coira؛ زادهٔ ۱۸ اکتبر ۱۹۷۹) بازیکن فوتبال اهل اسپانیا است.
از باشگاه‌هایی که در آن بازی کرده‌است می‌توان به باشگاه فوتبال دپورتیوو آلاوس، باشگاه فوتبال رکریتیوو اوئلوا، باشگاه فوتبال کامپوستلا، باشگاه فوتبال آریس سالونیک، باشگاه فوتبال سلتاویگو، و باشگاه فوتبال بوداپست هونود اشاره کرد.
وی همچنین در تیم‌های ملی فوتبال زیر ۲۰ سال اسپانیا و زیر ۲۱ سال اسپانیا بازی کرده‌است.